# Будапалита
Будапалита (470–550) е будистки учител и философ, последовател на Нагарджуна и Арядева. Смята се, че Будапалита е основател на школата Прасангика Мадхямака.
Будапалита е велик учител и тълкувател на системата Прасангика в рамките на Махаяна. Роден в Хамсакрида, южна Индия той от ранна възраст показва задълбочен интерес към учението на Буда. Бива ръкоположен за послушник и по-късно за монах, след което постъпва в манастира на будисткия университет Наланда, където се учи под ръководството на ачаря Сангхаракшита, ученик на Нагарджуна. Будапалита бързо усвоява ученията на Нагарджуна и когато по-късно се установява в манастира Данапури в южна Индия той съставя множество коментари към работите на Нагарджуна и Арядева.